# ZiS-30
ZiS-30是蘇聯于1941年開始生產的驅逐戰車或稱為自行反坦克炮。

## 開發及設計
ZiS-30的底盤，是原本設計來拖曳45mm M1937 (53-K)反坦克炮等器材的共青團號（Komsomolyets）拖炮車。
1941年，約有100輛的共青團號拖炮車上被安裝了57 mm ZiS-2反坦克炮，以及一塊薄薄的裝甲板。
ZiS-30在1941-1942年莫斯科戰役期間，主要裝備蘇聯坦克旅的反坦克營，應付大量德軍裝甲部隊的入侵。

## 實戰應用

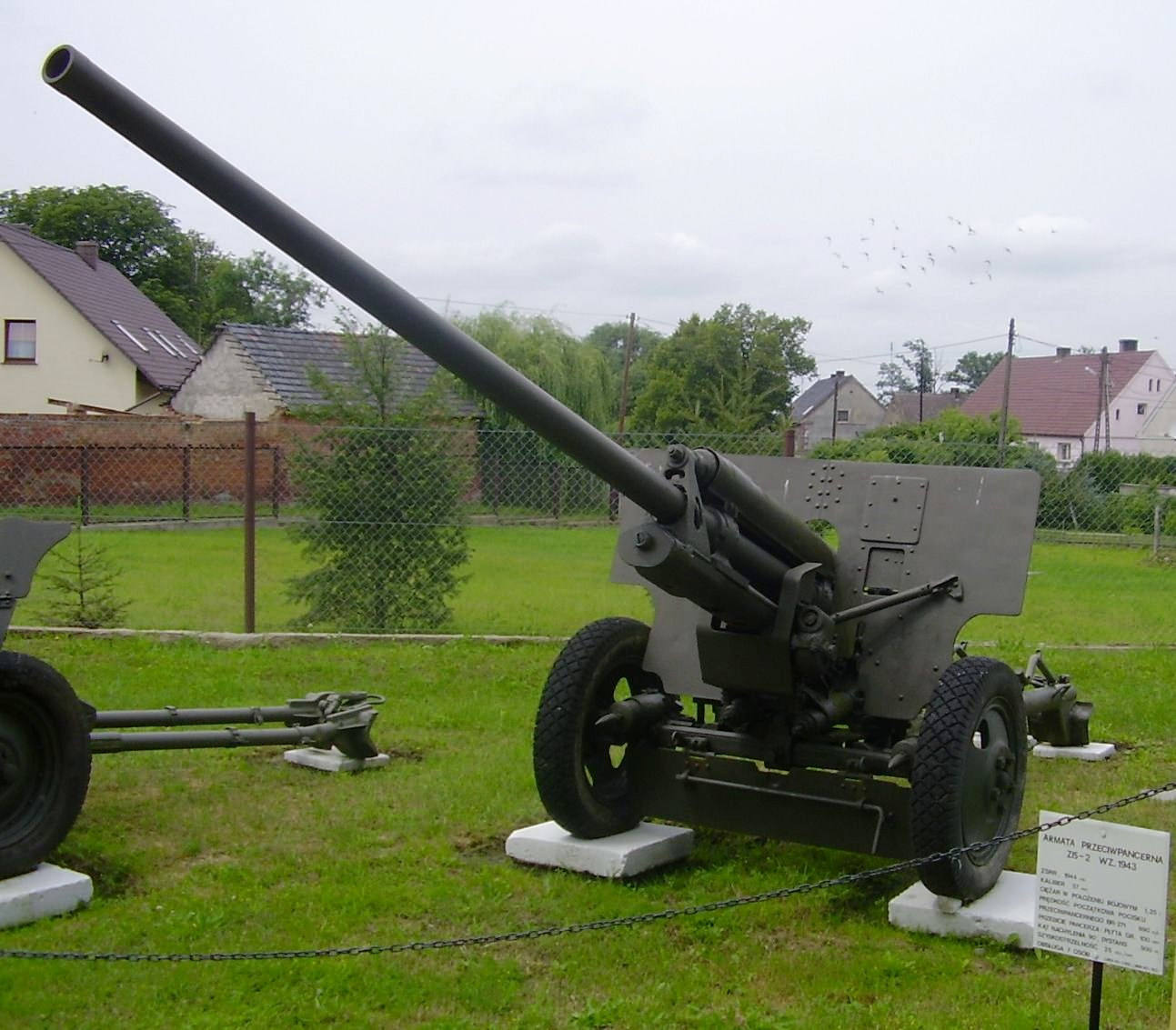
ZiS-2反坦克炮

57 mm ZiS-2是強力而有效的反坦克炮，測試中可在500米的距離擊穿約140mm至90mm的垂直裝甲，具體視乎其採用的彈藥種類。實際上，ZiS-30的確可以應付當時德軍的任何一款坦克及其他車輛。
不過由於ZiS-30的裝甲不全面且非常薄弱，ZiS-30難以在前線的炮火中倖存，絕大部分的ZiS-30被擊毀，並沒有在戰爭中倖存下來。